# Amlici
Amlici je muž v Knize Mormonově, americkém náboženském díle. Panují pochyby o tom, zda se jedná o historickou osobu.
Amlici vedl skupinu Nefitů, kteří si během vlády soudců (podle Knihy Mormonovy mezi 91 př. n. l.–30 n. l.) přáli mít nad sebou krále a zavést monarchii. Podle knihy byli tito Nefité, nazývaní Amlicité, v otevřené vzpouře proti Bohu. Zmínky o nich se nacházejí v Knize Alma v kapitolách 2–3.
Amlicité byla skupina lidí v Knize Mormonově, americkém náboženském díle. Panují pochyby o tom, zda se jedná o skutečnou historickou skupinu lidí.